# Scoriopsis
Scoriopsis là một chi bướm đêm thuộc họ Geometridae.